# Lijst van Britse acteurs en actrices
Hieronder volgt een lijst van Britse acteurs en actrices met een eigen artikel op de Nederlandstalige Wikipedia.

## A-B
- Caroline Aherne
- John Alderton
- Bruce Alexander
- Keith Allen
- Anthony Andrews
- Julie Andrews
- Naveen Andrews
- Francesca Annis
- Gabrielle Anwar
- Richard Armitage
- Gemma Arterton
- Eileen Atkins
- Rowan Atkinson
- Richard Attenborough
- David Attenborough
- George Baker
- Kenny Baker
- Tom Baker
- Christian Bale
- Jamie Bamber
- Glynis Barber
- Ben Barnes
- John Barrowman (heeft Britse en Amerikaanse nationaliteit)
- Lionel Barrymore
- Helen Baxendale
- Stephanie Beacham
- Sean Bean
- Kate Beckinsale
- Max Beesley
- Jamie Bell
- Gina Bellman (geboren in Nieuw-Zeeland)
- Eve Best
- Paul Bettany
- Jane Birkin
- Jacqueline Bisset
- Cilla Black
- Honor Blackman
- Brenda Blethyn
- Claire Bloom
- Orlando Bloom
- Emily Blunt
- Hugh Bonneville
- Jamie Campbell Bower
- David Bowie
- Kenneth Branagh
- Ewen Bremner
- Jeremy Brett
- Richard Briers
- Jim Broadbent
- Jessica Brown Findlay
- Colin Buchanan
- Saffron Burrows
- Amanda Burton
- Kate Burton
- Gerard Butler
- Asa Butterfield

## C-D
- Michael Caine
- Simon Callow
- Robert Carlyle
- Laura Carmichael
- Helena Bonham Carter
- Jim Carter
- Daniel Casey
- Natalie Casey
- Kim Cattrall (Brits-Canadese actrice)
- Caroline Catz
- Maxwell Caulfield
- Henry Cavill
- Christopher Cazenove
- Anna Chancellor
- Ben Chaplin
- Charlie Chaplin
- Graham Chapman
- Ian Charleson
- Julie Christie (geboren in India)
- Charlotte Church
- Tony Church
- Warren Clarke
- John Cleese
- Sacha Baron Cohen
- Lily Cole
- Pauline Collins
- Joan Collins
- Robbie Coltrane
- Sean Connery
- Jason Connery
- Tom Conti
- Judy Cornwell
- Nicolas Coster
- Tom Courtenay
- Brian Cox
- Daniel Craig
- Michael Crawford
- Annette Crosbie
- Benedict Cumberbatch
- Alan Cumming (genaturaliseerd Amerikaan)
- Peter Cushing
- Timothy Dalton
- Charles Dance
- Anthony Daniels
- Philip Davis
- Warwick Davis
- Peter Davison
- Daniel Day-Lewis
- Judi Dench
- Michelle Dockery
- Amanda Donohoe
- Karen Dotrice
- Kevin Doyle
- Lesley-Anne Down
- Minnie Driver
- Neil Dudgeon
- Blythe Duff

## E-G
- Sheena Easton
- Christopher Eccleston
- Samantha Eggar
- Chiwetel Ejiofor
- Cary Elwes
- Alice Eve
- Trevor Eve
- Rupert Everett
- Marianne Faithfull
- Tom Felton
- Pam Ferris
- Joseph Fiennes
- Ralph Fiennes
- Albert Finney
- Colin Firth
- Laurence Fox
- Emilia Fox
- James Fox
- Martin Freeman
- Dawn French
- Anna Friel
- Rupert Friend
- Joanne Froggatt
- Rebecca Front
- Nick Frost
- Stephen Fry
- Charlotte Gainsbourg
- Michael Gambon
- Romola Garai (geboren in Hong Kong)
- Andrew Garfield
- Jill Gascoine
- Judy Geeson
- Susan George
- Ricky Gervais
- Peter Gilmore
- Philip Glenister
- Caroline Goodall
- Stella Gonet
- Hannah Gordon
- Burn Gorman
- Michael Gough
- Hugh Grant
- Richard E. Grant
- Rupert Graves
- Robson Green
- Richard Griffiths
- Rupert Grint
- Ioan Gruffudd
- Sienna Guillory
- Brian Gwaspari
- Haydn Gwynne

## H-J
- Sheila Hancock
- John Hannah
- Tom Hardy
- Caroline Harker
- Jared Harris
- Ian Hart
- Nigel Havers
- Keeley Hawes
- Sally Hawkins
- Will Hay
- David Hayman
- Anthony Head
- Lena Headey
- Shirley Henderson
- Georgie Henley
- Audrey Hepburn
- Freddie Highmore
- Bernard Hill
- Ciarán Hinds
- Ian Holm
- Clare Holman
- Bob Hope
- Anthony Hopkins (genaturaliseerd Amerikaan)
- Nicholas Hoult
- Laura Howard
- Anthony Howell
- Geoffrey Hughes
- Finola Hughes
- Jason Hughes
- Rachel Hurd-Wood
- Elizabeth Hurley
- John Hurt
- Olivia Hussey (geboren in Argentinië)
- Jonathan Hyde (geboren in Australië)
- Jessica Hynes
- Eric Idle
- Rhys Ifans
- Lee Ingleby
- Jeremy Irons
- Jason Isaacs
- Barry Jackson
- Glenda Jackson
- Gordon Jackson
- Derek Jacobi
- Bradley James
- Samantha Janus
- David Jason
- Marianne Jean-Baptiste
- Lionel Jeffries
- Aaron Taylor-Johnson
- Glynis Johns
- Gemma Jones
- Vinnie Jones
- Suranne Jones

## K-N
- Toby Kebbell
- Felicity Kendal
- Patsy Kensit
- Skandar Keynes
- Ben Kingsley
- Alex Kingston
- Michael Kitchen
- Keira Knightley
- Alice Krige (geboren in Zuid-Afrika)
- Cleo Laine
- Angela Lansbury (genaturaliseerd Amerikaan)
- Hugh Laurie
- Jude Law
- Christopher Lee
- Jane Leeves
- Damian Lewis
- Matthew Lewis
- Robert Lindsay
- Phyllis Logan
- Louise Lombard
- Joanna Lumley (geboren in India)
- John Lyons
- Kate Maberly
- Cal MacAninch
- Matthew Macfadyen
- Kelly Macdonald
- Miriam Margolyes
- Moore Marriott
- Roy Marsden
- Jean Marsh
- Millicent Martin
- Anna Massey
- Helen Masters
- Peter Mayhew
- James McAvoy
- David McCallum
- Colin McCredie
- Helen McCrory
- Ian McDiarmid
- Malcolm McDowell
- Paul McGann
- Elizabeth McGovern
- Ewan McGregor
- Tim McInnerny
- Ian McKellen
- James McKenna
- Kevin McKidd
- Patrick Macnee
- Ian McShane
- Sophie McShera
- Janet McTeer
- Will Mellor
- Paul Merton
- John Michie
- Sarah Miles
- Jonny Lee Miller
- Sienna Miller (geboren in de VS)
- Hayley Mills
- Helen Mirren
- Jimi Mistry
- Rhona Mitra
- Graham Moffatt
- Alfred Molina
- Dominic Monaghan
- Kenneth More
- Roger Moore
- David Morrissey
- Emily Mortimer
- Samantha Morton
- William Moseley
- John Moulder-Brown
- Patrick Mower
- Peter Mullan
- Carey Mulligan
- Caroline Munro
- Hannah Murray
- Sophia Myles
- James Nesbitt
- John Nettles
- Thandiwe Newton
- Bill Nighy
- Hermione Norris
- Alex Norton

## O-S
- Richard O'Brien
- Rupert Grint
- David O'Hara
- Ian Ogilvy (genaturaliseerd Amerikaan)
- Sophie Okonedo
- Gary Oldman
- Tamzin Outhwaite
- Clive Owen
- Elaine Paige
- Michael Palin
- Judy Parfitt
- Nathaniel Parker
- Nicholas Parsons
- Robert Pattinson
- Simon Pegg
- Rupert Penry-Jones
- Joanna Pettet (Brits-Canadese actrice)
- Alex Pettyfer
- James Phelps
- Oliver Phelps
- Orlando Bloom
- Christina Pickles (genaturaliseerd Amerikaan)
- Billie Piper
- Joan Plowright
- Anna Popplewell
- Pete Postlethwaite
- David Prowse
- Jonathan Pryce
- Caroline Quentin
- Daniel Radcliffe
- Charlotte Rampling
- Louie Ramsay
- Christopher Ravenscroft
- Vanessa Redgrave
- Lynn Redgrave (genaturaliseerd Amerikaan)
- Corin Redgrave
- Joyce Redman
- Amanda Redman
- Eddie Redmayne
- Roger Rees (genaturaliseerd Amerikaan)
- John Rhys-Davies
- Dakota Blue Richards
- Ian Richardson
- Joely Richardson
- Miranda Richardson
- Alan Rickman
- Emma Rigby
- Diana Rigg
- Talulah Riley
- Tim Roth
- Patricia Routledge
- Michelle Ryan
- Colin Salmon
- Thomas Brodie-Sangster
- Jennifer Saunders
- Julia Sawalha
- Greta Scacchi
- Prunella Scales
- Andy Serkis
- Rufus Sewell
- Martin Shaw
- Jack Shepherd
- Dinah Sheridan
- Nicollette Sheridan
- Josette Simon
- Marina Sirtis
- Elisabeth Sladen
- Tony Slattery
- Sharon Small
- Maggie Smith
- Timothy Spall
- Terence Stamp
- Jason Statham
- Imelda Staunton
- Alison Steadman
- Dan Stevens
- Juliet Stevenson
- Patrick Stewart
- Mark Strong
- Ken Stott
- Jim Sturgess
- Tom Sturridge
- Trudie Styler
- David Suchet
- Mollie Sugden
- Gregg Sulkin
- Kiefer Sutherland
- Janet Suzman (geboren en opgegroeid in Zuid-Afrika)
- Clive Swift
- Tilda Swinton

## T-Z
- Elizabeth Taylor (Brits-Amerikaans)
- David Tennant
- Josephine Tewson
- David Thewlis
- Kristin Scott Thomas
- Jenny Tomasin
- Emma Thompson
- Jacqueline Tong
- Tracey Ullman (genaturaliseerd Amerikaan)
- Julian Wadham
- Sonya Walger
- Eamonn Walker
- Julie Walters
- David Warner
- Emily Watson
- Emma Watson
- Naomi Watts
- Honeysuckle Weeks
- Rachel Weisz
- Ed Westwick
- Joanne Whalley
- Kevin Whately
- Ben Whishaw
- Arthur White
- Paxton Whitehead
- Billie Whitelaw
- Mark Williams
- Olivia Williams
- Simon Williams
- Tom Wilkinson
- Richard Wilson
- Penelope Wilton
- Kate Winslet
- Ray Winstone
- Jaime Winstone
- Sam Worthington
- Bonnie Wright
- Jane Wymark
- Meg Wynn Owen
- Susannah York
- Michael York
- Jimmy Yuill
- Catherine Zeta-Jones